# Алиев, Орман Чингиз оглы
Орман Чингиз оглы Алиев (азерб. Orman Çingiz oğlu Əliyev; род. 30 августа 1980, Баку) — азербайджанский кинопродюсер, режиссёр, исполнительный директор «Baku Media Center», член Европейской Киноакадемии, Заслуженный работник культуры Азербайджана (2018).

## Биография
Алиев Орман Чингиз оглы родился 30 августа 1980 года в Баку в интеллигентной семье. Его отец — Чингиз Алиоглу, известный азербайджанский поэт, литературный переводчик и прозаик. 
Среднее образование получил в школе №8 города Баку. В 1997 году поступил на специальность телевизионного режиссера Азербайджанского государственного университета культуры и искусств. В 2001 году окончил его со степенью бакалавра с отличием. В 2003 году с отличием окончил магистратуру театроведения того же университета. 
Доктор философии в области искусствоведения.
В 2000—2001 годах работал помощником режиссера Азербайджанской телерадиокомпании. В 2001—2004 годах работал в качестве режиссера на Lider TV. 
В 2005—2006 годах являлся директором Общественного телевидения. 
В 2006—2007 годах занимал должность заместителя директора отдела кино и дубляжа Общественного телевидения. В 2007—2008 годах работал директором отдела музыкальных и развлекательных программ на этом телевидении, в 2008—2009 годах — заместителем директора творческого объединения «Джарчи фильм» Общественного телевидения. В 2009—2012 годах в качестве главного директора режиссёрско-операторского отдела Общественного телевидения принимал активное участие в формировании творческой продукции на канале.
В 2008—2012 годах был членом азербайджанской делегации на песенном конкурсе «Евровидение». В 2012 году будучи в составе рабочей группы в качестве продюсера активно участвовал в Евровидении 2012, проходившем в Азербайджане. 
С 2013 года является исполнительным директором «Baku Media Center», ведущей и инновационной медиакомпании, занимающейся производством аудиовизуальной продукции. Кроме того, Орман Алиев руководит рекламной компанией «Maverick», состоящей из команды специалистов по маркетинговым коммуникациям. 
В ноябре 2022 года были представлены две новых радиостанции под руководством Ормана Алиева: «Baku Retro FM» транслирующий ретро хиты на волне 93.3 FM и «Baku Hit FM» на волне 97.7 FM на котором транслируются мировые хиты.
Является членом рабочей группы по экономической оценке проектов Совета кино при Министерстве культуры Азербайджана. 
В 2022 году избран членом Европейской киноакадемии.

## Награды
- 2003 — Лучший этнографический фильм (за фильм «Узор звука»)
- 2013 — Лучший документальный фильм года (за фильм «Узор звука»)
- 2021 — Специальный приз жюри в номинации «Профессиональное документальное кино» на VI фестивале документальных фильмов Тюркского Мира (за фильм «Мы»)[8][9]
- 2021 — Победитель в номинации «Лучший документальный фильм» Международного кинофестиваля «Яхорина» (за фильм «Последние»)[10][11]
- 2021 — Победитель в номинации «Лучший локальный документальный фильм» кинофестиваля «DokuBaku» (за фильм «Последний»)[12]
- 2022 — Гран-при XV Международного Чебоксарского кинофестиваля (за фильм «Последние»)[13]

## Почетные звания
- 2018 — Заслуженный работник культуры Азербайджана — за заслуги в развитии азербайджанской кинематографии[14]
- 2019 — юбилейная медаль «100 лет Пограничной службе Азербайджана (1919-2019)»
- 2021 — Медаль «За заслуги в военном сотрудничестве»[15]
- 2022 — юбилейная медаль «30 лет Государственному таможенному комитету Азербайджанской Республики (1992—2022)»
- 2025 — Почётный диплом Президента Азербайджанской Республики — за заслуги в развитии национальной печати в Азербайджане[16]

## Фильмография

### Режиссер
1. «Фрагменты эмоций» (2002)
2. «Манежные ощущения» (2002)
3. «Образец звука» (2002)
4. «Навстречу сценическому свету» (2002)
5. «Перекресток судьбы» (2002)
6. «До последнего перевала» (2002)
7. «Божественное разделение» (2002)
8. «К магии искусства» (2002)
9. «Жизнь слившаяся с Курой» (2002)
10. «Фауна Азербайджана: Кавказская гадюка» (фильм, 2002)
11. «За стеной» (2002)
12. «Слава или забытый человек» (2002)
13. «Меж пересекающихся ветвей» (2002)
14. «Десять лет успеха» (2002)
15. «К магии искусства» (2002)
16. «Рапсодия света» (2002)
17. «Узоры» (2003)
18. «Ночной звонок» (2003)
19. «Путники громового пути» (2003)
20. «Странный голос» (2003)
21. «Темная осень 63-го» (фильм, 2003)[17]
22. «Нахичеванские пейзажи» (2003)
23. «Иностранные зарисовки» (2003)
24. «Азербайджан» (2005)
25. «Дорога из Карабаха в Кёльн» (2006)
26. «Каменный город» (фильм, 2008)
27. «Мы» (2021)[18][19][20]

### Продюсер
1. «Цель — Баку. Как Гитлер проиграл битву за нефть?» (2015)
2. «Вечная миссия» (2016)
3. «Под солнцем» (2016)
4. «Последняя встреча» (2018)[21]
5. «Наследие» (2018)[22]
6. «Сыновья Сугры» (2020)
7. «Последний» (2021)
8. «Шуша, ты свободна!» (2021)
9. «Мраморный холод» (2022)[23]
10. «Тагиев: Нефть» (2024)[24]

### Редактор
1. «Шляпа» (2007)

### Продюсер на телевидении
1. Песенный конкурс «Евровидение»(2008-2011)
2. Песенный конкурс «Евровидение» (2012)
3. World Music Awards (2008)
4. Европейские игры 2015 (2015)
5. 13-й Европейский юношеский олимпийский фестиваль (Тбилиси, 2015)
6. Тур Азербайджана (2014-2017)
7. Игры исламской солидарности 2017 (Баку, 2017)
8. Чемпионат мира UCI по BMX[англ.] (2018)
9. Тревел-шоу «Дорожная история» (2018-2019)
10. 50-й чемпионат мира по пляжному футболу в Неоме
11. Турнир Премьер-лиги «Каратэ1» (2022)
12. Чемпионат мира Международной федерации стрелкового спорта (2022)
13. Телепередача «Rakkadaroom» (2022)